# ヴィテッサ
ヴィテッサ（Vitessa ）はフォクトレンダーが製造したレンジファインダーカメラのシリーズである。当初はレンズ固定のスプリングカメラであったが、最終型のヴィテッサTのみレンズ交換可能になり、スプリングカメラではなくなった。
135フィルムを使用しフォーマットは24×36mm（ライカ）判。外見上も大きな特徴となっているプランジャーを押し下げるのがフィルム巻上である。この巻上はその後一般的になって行く、ラチェットの入った巻上レバーを回転させるいわゆるレチナ式が一般的になる前に各社が考案した迅速巻上方式の一つであり、手袋をつけた状態ではこの方式が一番使いやすいという。発売以来特にアメリカで好評を博し、一時は注文に応じ切れないほどであった。収納状態からシャッターボタンを押すとプランジャーが飛び出し蛇腹が開くが、この時プランジャーと前蓋に手を添えておかないと衝撃が加わり故障の原因になるので注意が必要である。レンズの収納時にレンズを押し込む際には、シャッターケースの上下にある赤色の刻印を両手の親指で押し込まないと故障の原因になるので注意が必要である。内部機構が複雑であり、ベテランも少なく、故障した際の修理には覚悟が必要である。

## 製品一覧
- ヴィテッサI（Vitessa I 、1950年発売[5][3][6]） - レンズは5群6枚[7]ウルトロン50mmF2[3][1]。アタッチメントφ32mmカブセ[7]。フィルムの擦り傷を防ぐために巻き上げ時圧板が後退するようになっている[1]。
- ヴィテッサII（Vitessa II 、1951年発売[7]） - レンズはウルトロン50mmF2。アタッチメントφ34.5mmカブセまたは専用バヨネット[7]。圧板は平凡な固定式となり[1]、パララックスが自動補正となり[3]、吊り輪が装備された[7]。ただしこの分類は公式のものではない[8]。
- ヴィテッサIII（Vitessa III 、1952年発売[7]） - レンズはウルトロン50mmF2またはカラースコパー50mmF3.5[7]。アタッチメントφ34.5mmカブセまたは専用バヨネット[7]。アクセサリーシューが装備された[7]。ただしこの分類は公式のものではない[8]。
- ヴィテッサL（Vitessa L 、1953年[9]または1954年[10][11]または1955年[12]発売） - レンズはウルトロン50mmF2またはカラースコパー50mmF2.8またはカラースコパー50mmF3.5[8]。アタッチメントφ34.5mmカブセまたは専用バヨネット[7]。ベルトラム製のセレン露出計を内蔵した[13]。ライトバリューを採用している[8]。
- ヴィテッサT（Vitessa T 1957年発売[10][14]） - 標準レンズはカラースコパー50mmF2.8。レンズの交換方式は一般的にデッケルマウントに分類されているが、いわゆるデッケル共通マウントと爪は同一ながら絞りの制御機構などが異なり互換性は無い。カラースコパー50mmF2.8の他、スコパレット35mmF3.4、ラジオナー35mmF4、ダイナレット100mmF4.8とレンズ交換が可能になっているが、その代わりスプリングカメラでなくなり収納性は悪化した。アタッチメントφ30.5mmねじ込み[15]。1958年まで生産された[1]。